# Cecilia Bodström
Anna Cecilia Bodström, född 6 oktober 1958 i Uppsala, är en svensk journalist och programledare i radio och TV.
Bodström har tidigare arbetat för Expressen, Dagens Nyheter och SVT, hon har också varit chef för Studio Ett. Hon var aktualitetschef på Ekoredaktionen fram till 2005 när hon blev tillförordnad chef för Sveriges Radio P1.
Hon blev ordinarie kanalansvarig för P1 2007. Hon tog tjänstledigt från denna tjänst under en hösten 2012 för att programleda SVT:s intervjuprogram Min sanning.
Bodström lämnade uppdraget som kanalansvarig för P1 2013 när hon blev utbudsdirektör i Sveriges Radio.
Hon är dotter till Lennart Bodström och syster till Thomas Bodström.